# Bronisław Balcewicz

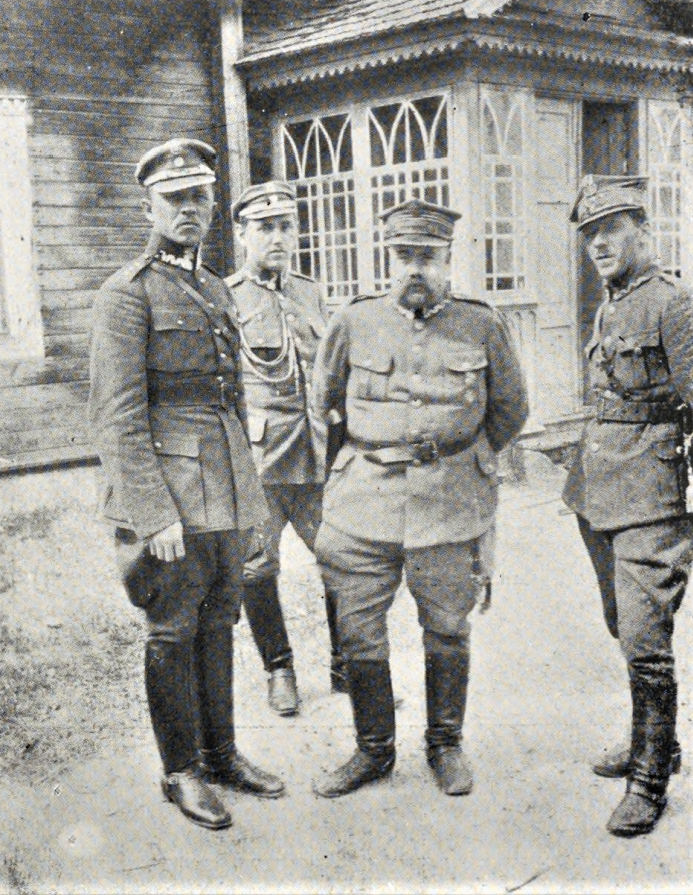
Od prawej: kpt. Bronisław Balcewicz, mjr Stanisław Bobiatyński, ppor. Mackiewicz i kpt. Józef Dąbrowski w Leplu; 1919.

Bronisław Balcewicz (ur. 14 września 1895 w Wilnie, zm. wiosną  1940 w Charkowie) – major piechoty Wojska Polskiego, działacz niepodległościowy, kawaler Orderu Virtuti Militari, ofiara zbrodni katyńskiej.

## Życiorys
Urodził się 14 września 1895 w Wilnie, w rodzinie Kazimierza i Heleny ze Strukowskich. Ukończył szkołę powszechną, gimnazjum i rok prawa na Uniwersytecie Batorego w Wilnie. W latach 1914–1917 służył w armii rosyjskiej. Ukończył Szkołę Oficerską w Wilnie. W 1916 uzyskał stopień porucznika. Po rozpadzie armii rosyjskiej dołączył do 2 pułku strzelców polskich I Korpusu Polskiego.
Po zakończeniu wojny został przyjęty do Wojska Polskiego i zweryfikowany do stopnia kapitana ze starszeństwem z dniem 1 czerwca 1919 roku i przydzielony do 85 pułku piechoty. Walczył w wojnie z bolszewikami. Był dwukrotnie ranny.
Po zakończeniu wojny pozostał w wojsku jako oficer zawodowy i kontynuował służbę w 85 pp w Nowej Wilejce. 15 sierpnia 1924 został awansowany na majora piechoty. W 1928 był oddelegowany do Powiatowej Komendy Uzupełnień Słonim. W marcu 1929 został przeniesiony do Powiatowej Komendy Uzupełnień Zamość na stanowisko komendanta. 1 września 1938 dowodzona przez niego jednostka została przemianowana na Komendę Rejonu Uzupełnień Zamość, a zajmowane przez niego stanowisko otrzymało nazwę „komendant rejonu uzupełnień”.
W nieznanych okolicznościach, po agresji ZSRR na Polskę (17 września 1939), dostał się do niewoli sowieckiej i przebywał w obozie w Starobielsku. Wiosną 1940 został zamordowany przez funkcjonariuszy NKWD w Charkowie i pogrzebany potajemnie w bezimiennej mogile zbiorowej w Piatichatkach, gdzie od 17 czerwca 2000 mieści się oficjalnie Cmentarz Ofiar Totalitaryzmu w Charkowie. Figuruje na tzw. liście Gajdideja (poz. 108).
5 października 2007 minister obrony narodowej Aleksander Szczygło mianował go pośmiertnie na stopień podpułkownika. Awans został ogłoszony 9 listopada 2007 w Warszawie, w trakcie uroczystości „Katyń Pamiętamy – Uczcijmy Pamięć Bohaterów”.

## Ordery i odznaczenia
- Krzyż Srebrny Orderu Wojskowego Virtuti Militari nr 3350 – 1922[7]
- Krzyż Walecznych – 1922 w zamian za Amarantową Wstążkę[8]
- Medal Niepodległości
- Krzyż Zasługi Wojsk Litwy Środkowej nr 46 – 3 marca 1926[9]
- Medal Pamiątkowy za Wojnę 1918–1921[1]
- Medal Dziesięciolecia Odzyskanej Niepodległości[1]
- Odznaka za Rany i Kontuzje z dwiema gwiazdkami
- Medal Zwycięstwa